# 佐藤密雄
佐藤 密雄（さとう みつお、1901年10月9日 - 2000年6月15日）は、仏教学者・浄土宗僧侶。
富山県出身。1915年大正大学仏教科卒、1920年京都仏教専門学校教授、大正大講師、1944年教授。1942年鎌倉大仏殿高徳院住職。1960年「律蔵に於ける僧伽の研究」で大正大学文学博士。1964－1965年学長。総本山知恩院副門跡。長男・佐藤行信（1931-1998）は仏教学者・大正大学助教授、次男・佐藤行雄（1939 - ）は元国連大使。

## 著書
- 『原始佛教教團（団）の研究』山喜房佛書林、1963、第2版1972、第3版1993
- 『仏教教団の成立と展開 佐藤密雄集』教育新潮社（昭和仏教全集）、1967
- 『律蔵』大蔵出版〈佛典講座〉、1972、第2版1975、第3版1980、新装版2003
- 『大乗成業論』大蔵出版〈佛典講座〉、1978、第2版1990
- 『無量寿経講話』山喜房佛書林、1981。各・下記の増訂版
- 『新版増補　論事附覚音註』山喜房佛書林、1991

### 共著
- 『論事 附覚音註』佐藤良智共訳、大東出版社、1933
- 『無量寿経講話　現代聖典講話』真野正順共著、河出書房、1956

### 記念論集
- 『仏教思想論叢 佐藤博士古稀記念』山喜房佛書林、1972

## 参考
- 『人事興信録』1995
- 読売新聞訃報